# Trineu caní

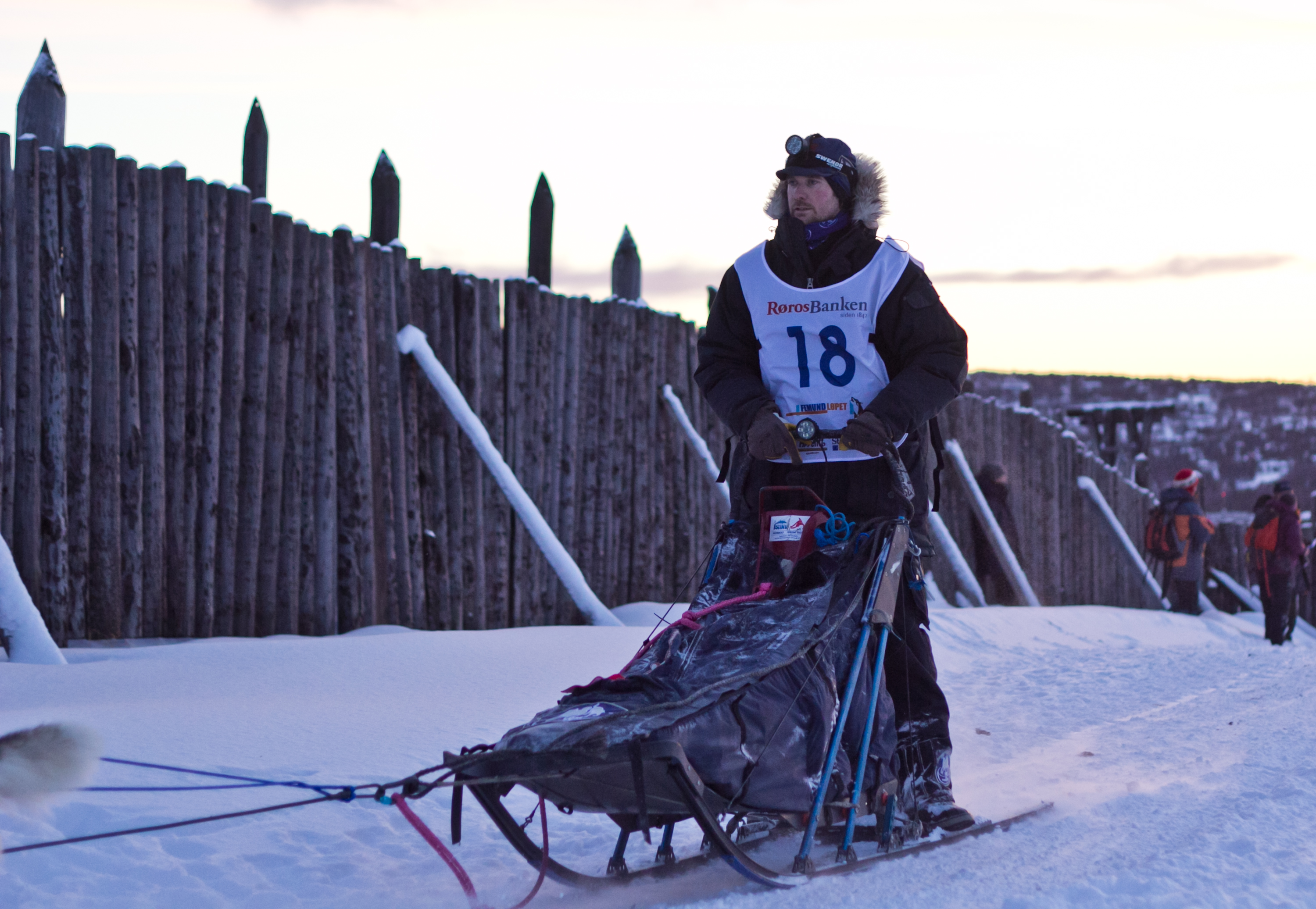
Un múixing muntant un trineu de gossos a Røros, Noruega, durant una cursa de gossos de trineu

Un trineu caní o trineu de gossos és un trineu estirat per un o més gossos de trineu utilitzat per viatjar sobre el gel i la neu. S'utilitzen nombrosos tipus de trineus, segons la seva funció. Es poden utilitzar per a curses de trineus de gossos. Tradicionalment, a Groenlàndia i l'Àrtida canadenca oriental, els inuit feien que els gossos estiressin en forma de ventall davant del trineu, mentre que en altres regions, com Alaska i la part occidental del nord del Canadà, els gossos estiren l'un al costat de l'altre per parelles. Fins a la invenció de la moto de neu, el trineu amb gossos era l'únic mitjà de transport que podia portar de manera fiable persones i material fins al seu destí fins i tot a temperatures molt baixes.

## Història

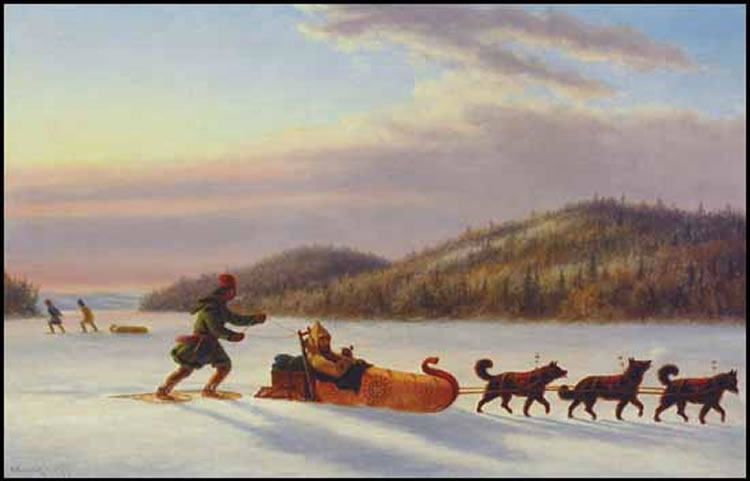
Una pintura a l'oli de la dècada de 1840 d'un comerciant de pells utilitzant un trineu de gossos estirat per tres gossos. Els trineus de gossos s'utilitzen des de fa més de mil anys.

El poder dels gossos s'ha utilitzat per caçar i viatjar durant més de mil anys. Si bé no se sap quan es va inventar, la literatura àrab del segle X dC parla de l'existència dels trineus de gossos de Sibèria.
Al segle XIX es va convertir en el mitjà preferit de transport hivernal a les regions polars , especialment a Alaska i Sibèria. En el moment de la gran febre de l'or a Alaska a finals del segle XIX, els europeus també van conèixer els avantatges del trineu amb gossos. Els trineus del segle XIX diferien significativament dels del segle xx, perquè aleshores era costum posar-se o seure al davant del trineu i conduir els gossos amb el fuet. La forma evolucionada, en què el múixer s'aixeca sobre els corredors a la part posterior del trineu i pot augmentar l'estabilitat del trineu canviant el seu pes, té origen a la dècada del 1920. El fuet ja no forma part de l'equip.
El trineu de gossos va rebre una atenció general fora de les regions polars a tot estirar a través de l'anomenada Gran Carrera de la Misericòrdia durant l'epidèmia de diftèria a Nome el gener de 1925. En aquell moment, vint conductors de trineus de gossos recorrien una distància de 1085 km en només cinc dies i mig amb temperatures de fins a -60 °C i tempestes de neu Alaska per portar un sèrum immune contra l'epidèmia a la ciutat de Nome a l'estret de Bering . L'Iditarod es fa en part d'aquesta ruta cada any des de l'any 1973 i es considera la cursa de trineus de gossos més llarga i dura del món.
Els trineus de gossos també van tenir un paper important en la cursa cap al pol sud.

## Selecció dels gossos
Muntar un equip de trineus de gossos implica escollir gossos diversos. El gos de plom és crucial, de manera que els múixings tenen una cura extraordinària d'aquests gossos. Un altre detall important és tenir gossos de rodes potents per treure el trineu de la neu. Els gossos de punt (opcional) es troben darrere dels gossos líders, els gossos de swing van entre els gossos de punt i de roda, i els gossos d'equip són tots els altres gossos entre els gossos de roda i swing i se seleccionen per la seva resistència, força i velocitat com a part de l'equip. En el trineu de gossos, els huskis siberians o els malamuts d'Alaska són els principals tipus de gossos que s'utilitzen per al trineu recreatiu per la seva força, velocitat i resistència, així com per la seva capacitat de suportar el fred. Tanmateix, els huskis d'Alaska també són un gos popular per a les curses de gossos de trineu, a causa de la seva resistència, bons hàbits alimentaris, velocitat i dedicació a córrer fins i tot quan estan cansats. De vegades, per a les curses de velocitat, els múixers utilitzen gossos de pèl curt que són més ràpids que el huski mitjà. Aquests gossos es crien des de petits per estirar el trineu. És més fàcil entrenar huskies siberians i malamutes per estirar un trineu perquè ja està en la seva naturalesa.